# Aruna Roy
Aruna Roy (nascuda com a Aruna Jayaram, a Chennai, Tamil Nadu, Índia, el 26 de maig de 1946) és una activista social índia, professora, organitzadora sindical i antiga funcionària. Va ser presidenta de la Federació Nacional de Dones Índies i fundadora del Mazdoor Kisan Shakti Sangathan.

## Primers anys i educació
Aruna Roy va néixer a Chennai (aleshores Chennai era coneguda com Madras i formava part de la presidència de Madras a l'Índia britànica), filla de Hema i E. D. Jayaram, una família de Bramans tàmils. La família en què va créixer Aruna Jayaram era poc convencional per als seus temps i tenia una història de servei públic que abastava diverses generacions. Rebutjaven les creences ortodoxes sobre la casta i la religió, i eren coneguts pel compromís amb els principis igualitaris.
Tots els seus avis tenien una gran formació i les dones de la seva família en particular li van servir com a models a seguir. Incloïen un enginyer, un magistrat i un advocat. La seva àvia materna era una dona educada i estava profundament implicada en el treball social voluntari entre les comunitats empobrides, i havia insistit a treballar amb pacients amb lepra. La mare d'Aruna, Hema, va ser enviada a escoles de primera classe, on havia destacat en física, matemàtiques, sànscrit clàssic i esports. També coneixia molt bé la literatura de diverses llengües i participava en actuacions musicals amb la veena. El matrimoni entre Hema i Jayaram haviaa desafiat les normes, ja que Hema havia esperat fins als 25 anys per casar-se i Jayaram pertanyia a una subcasta diferent. La família de Jayaram també tenia una història d'activisme social i polític. Va ser enviat a Shantiniketan i més tard es va convertir en advocat de professió. Va participar en el moviment independentista indi, es va convertir en funcionari després de la independència i finalment es va retirar com a assessor jurídic del Consell d'Investigació Científica i Industrial. Jayaram també va treballar com a crític de cinema i música i va publicar ressenyes en diversos diaris.
Aruna Jayaram era la gran de quatre germans, amb dues germanes i un germà. Van ser educats per ser multilingües i la família parlava tres idiomes a casa: el tàmil, l'anglès i l'hindi. A ella i els seus germans se'ls va animar a ser pensadors crítics, se'ls va desanimar d'albergar qualsevol forma de prejudici sobre l'ètnia, la casta o la classe i se'ls va ensenyar a respectar les persones independentment de la seva posició social. Aruna es va matricular durant dos anys a l'acadèmia Kalakshetra d'Adyar, Chennai, per formar-se en Bharatanatyam i música carnàtica. També es va educar en una escola conventual i va aprendre francès per insistència dels seus pares. Després va ser enviada a l'Ashram d'Aurobindo, a Pondicherry, mentre la seva família es traslladava a Nova Delhi. Després d'un any a l'ashram (ermita), va expressar la seva infelicitat amb la seva situació, així que la seva família la va portar a Nova Delhi, on va completar la resta de la seva educació. Va assistir al Bharatiya Vidya Bhavan fins als 16 anys, quan va sol·licitar plaça i es va matricular amb èxit a l'Indraprastha College for Women. La seva admissió va ser inesperada per al professorat de la universitat, ja que es va qualificar a una edat primerenca, abans de l'habitual. Aruna Jayaram es va llicenciar en literatura anglesa i immediatament va fer un màster el 1965. Va completar el postgrau a la Universitat de Delhi.
Després de la seva educació, no va voler ser mestressa de casa com la majoria de les dones de l'època, que considerava un «llimb de passivitat», però la majoria dels camps estaven dominats pels homes i les seves opcions es limitaven al periodisme i la docència. Durant un curt període, es va convertir en professora de literatura anglesa a la seva alma mater. El 1967, als 21 anys, va fer els difícils exàmens per al Servei Administratiu de l'Índia, que en aquell moment tenia una taxa de selecció inferior al 0,1% i un nombre marginal de candidates amb èxit. Aruna Jayaram va poder ser seleccionada en el seu primer intent als exàmens i va ser una de les 10 dones que es van classificar aquell any. Va ser influenciada pel feminisme i va considerar que incorporar-se als serveis civils dominats pels homes seguint els passos del seu pare era una opció feminista. Mahatma Gandhi també va tenir una influència significativa en la seva família i la seva ètica, i va incorporar la seva filosofia a la seva manera de pensar juntament amb la filosofia de Manabendra Nath Roy. Va ser enviada a l'Acadèmia Nacional d'Administració per a un curs d'un any, seguit d'un any de formació supervisada, considerat com un període de prova. La seva promoció va tenir 100 candidats seleccionats i el curs va incloure un estudi intensiu d'economia, dret, idiomes i administració bàsica. També incloïa muntar a cavall i directrius sobre cortesia i etiqueta de l'època britànica. Ella, juntament amb altres estudiants del seu curs, s'havien rebel·lat contra diversos aspectes del pla d'estudis i van poder introduir algunes reformes que es van implementar per a les promocions següents.

## Carrera i activisme

### Servei públic (1968–1974)

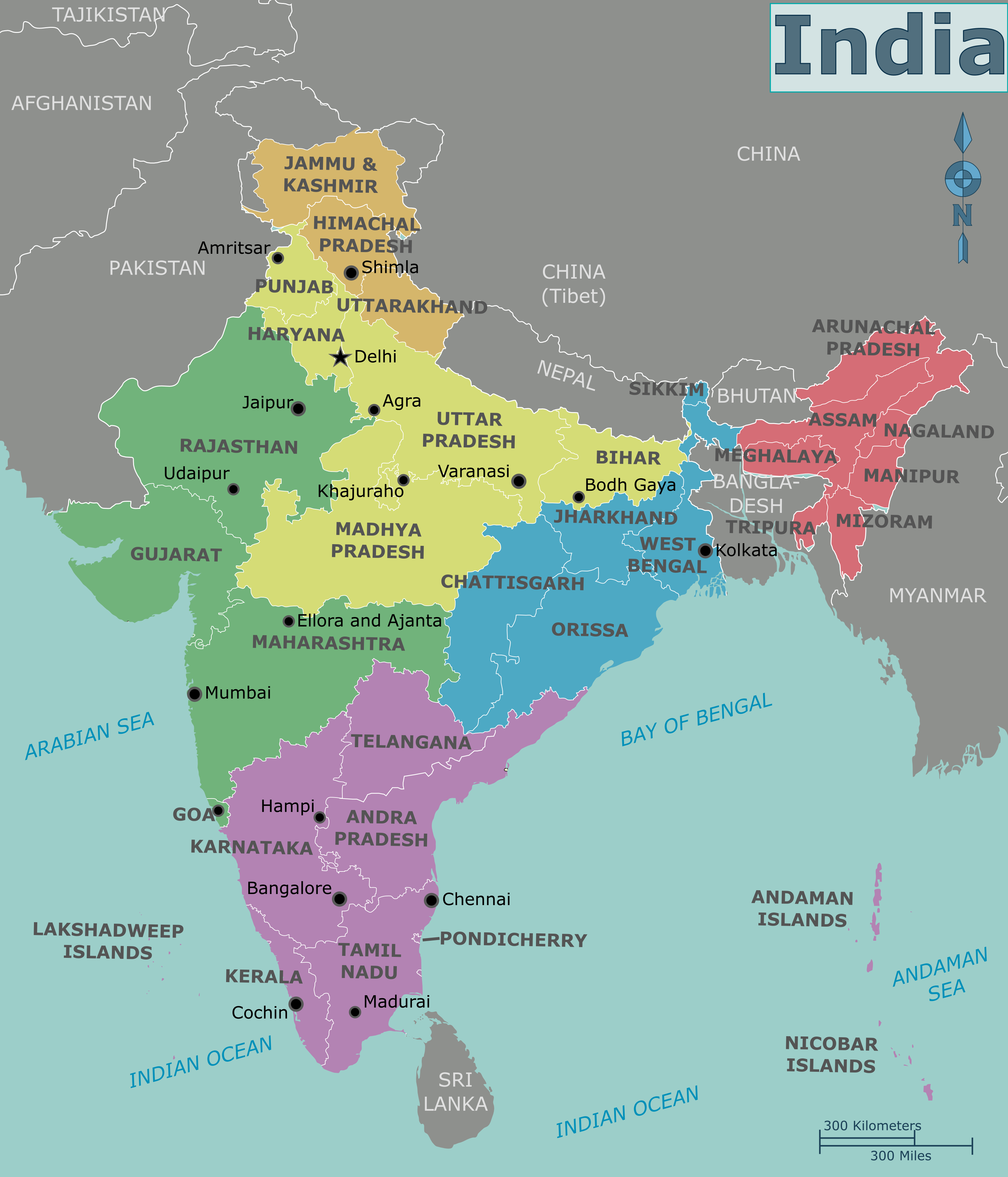
Mapa de regions, districtes i ciutats principals de l'Índia

Aruna Jayaram formava part del quadre de Territoris de la Unió, però va ser enviada a Tamil Nadu per al seu període de prova perquè coneixia la llengua tàmil. La seva primera tasca va ser la d'assistent de l'administrador supervisor del districte de Tiruchirappal·li. Va optar per un trasllat al districte de Vellore (aleshores conegut com a North Arcot) i se li va concedir després que el seu supervisor a Tiruchirappal·li es negués a orientar-la. TV Venkataram va ser el revisor de Vellore i va tenir un impacte durador en Aruna i altres persones assignades com a ajudants. Se'ls va proporcionar càrrecs independents sota supervisió. Al 1970 es va casar amb un company de promoció de la Universitat de Delhi, Sanjit Roy, pertanyent a una família bengalina i que s'havia implicat en el treball social des de la seva etapa a la universitat. Després del matrimoni, va poder ser transferit al Territori de la Unió de Delhi, ja que Aruna Roy, aleshores la seva dona, vivia en aquesta regió.
La primera assignació d'Aruna Roy a Delhi va ser la d'una magistrada de subdivisió. Supervisava sis jurisdiccions policials i, a més de les seves funcions habituals, havia de gestionar les protestes dels estudiants i el deure electoral. Durant el període següent, es va convertir en la subsecretària de finances i el 1973 va ser promoguda al càrrec de secretària del tinent governador de Delhi. En aquell moment estava desil·lusionada amb la funció pública. Aruna Roy s'havia incorporat als serveis ja que ho veia com un mitjà per treballar per la justícia social dins d'un marc constitucional, amb la convicció que les disposicions de la Constitució índia, si s'aplicaven, eren els estàndards correctes per oferir un tracte digne i equitatiu als ciutadans. Abans d'incorporar-s'hi era conscient que hi havia corrupció al sistema, però pensava que era possible fer una reforma des de dins. En canvi, després d'uns set anys treballant des de l'interior del sistema, va arribar a veure l'organització com una institució amagada on es nodrien els valors feudals i colonials. Segons ella, tot i que era possible que els funcionaris honestos no es comprometessin en la connivència, l'únic recurs que tenien la majoria de vegades era el silenci i la inacció.
Va observar que la corrupció no només existia en forma de suborn sinó també en la presa de decisions, i va identificar tres problemes principals amb l'organització; la incapacitat de participar en un desacord ètic sobre una política o decisió que «portés a danyar la vida de les persones», les conseqüències negatives d'abordar la mala praxi dels polítics o fins i tot d'altres en la burocràcia i, la tercera, l'exigència d'executar les comandes independentment de qualsevol impacte negatiu que això pogués tenir. Descriu que la institució ha desenvolupat un enfocament elitista, amb els ascensos concedits per enllaços amb polítics poderosos i de poca ajuda per als més necessitats, com els pobres. En concloure que la institució no anava en la direcció correcta i que no era possible introduir-hi el canvi des de dins, ja que la jerarquia suprimia totes les protestes i contradiccions, va decidir finalment abandonar la funció pública. A través de l'IAS, Aruna Roy va poder entendre el funcionament de l'Estat i desenvolupar connexions entre una xarxa de persones educades i influents que considerava oficials honestos.

### Barefoot College (1974–1983)
Aruna Roy havia consultat amb la seva família i amics abans de renunciar a l'IAS, però la majoria d'ells la desanimaven de fer-ho. L'any 1974, va prendre un permís de sis mesos per unir-se al seu marit al Centre de Recerca en Treball Social (conegut comunament com el Barefoot College) on va poder presenciar una relació d'igualtat entre el seu marit i la gent d'allà, en comparació amb el tracte deferent que havia rebut com a funcionària. Més tard, el mateix any, va presentar la seva renúncia a la funció pública després d'esperar que el seu germà acabés la universitat, ja que contribuïa de manera important als ingressos de la llar dels seus pares. Amb 28 anys, es va traslladar al poble de Tilònia, on treballava el seu marit. Tilònia era un petit poble situat a Rajasthan, a 100 km de la capital de Jaipur, on el seu marit havia establert el Barefoot College el 1972 per al desenvolupament social i econòmic del poble. Havia reclutat moltes persones d'institucions educatives de primer nivell i després seria coneguda com una de les organitzacions de desenvolupament professional més importants de l'Índia.
A Tilònia hi va haver un canvi significatiu en l'estil de vida i les perspectives de Roy. No hi havia canonades per als serveis d'aigua i trobar aigua potable era un perill. El poble no tenia electricitat ni accés a cap transport públic o servei bancari, calia caminar quilòmetres per arribar al lloc. L'educació d'Aruna Roy, com gran part de la classe mitjana-alta urbana de l'Índia, s'havia produït completament a les zones urbanes i en un desconeixement gairebé total de la vida rural. Havia entrat en contacte amb els vilatans durant la seva etapa a la funció pública, però a causa de la seva posició com a oficial administrativa, hi havia barreres en la comunicació i en la seva comprensió de les realitats socioeconòmiques dels pobles. Ella, amb el seu marit, es va traslladar a un allotjament que acollia disset empleats més del , inclosos tres graduats de l'Institut Tata de Ciències Socials i tres geòlegs de l'Institut Indi de Tecnologia. Els empleats compartien tasques domèstiques i organitzatives entre ells, que ho incloïen tot, des de cuinar fins a la creació d'instal·lacions per a l'educació dels nens i programes de generació d'ingressos per als vilatans. Al llarg dels anys, Barefoot College va utilitzar diverses tecnologies, inclosa l'energia solar en diversos pobles, i va formar els residents rurals sobre el concepte i el funcionament d'aquests sistemes sofisticats.
Inicialment, Roy va experimentar resistència per trobar l'acceptació al poble. Els seus intents d'aportar noves idees sobre la maternitat i l'escolarització van ser rebutjats per les dones d'allà. Tot i que l'actitud va ser benvinguda per ella, ja que ja no era tractada com una autoritat sinó com una igual. Segons ella, és essencial que les persones desfavorides siguin els agents del seu propi canvi i que la seva feina havia de  servir de catalitzador més que de líder. A més, hi havia hostilitat de la part més pròspera dels vilatans, a causa de la seva afinitat amb els teixidors i els treballadors del cuir, que pertanyien a castes dàlit. Finalment, una dona gran anomenada Dhani Bhua la va ajudar a adaptar-se a la vida del poble. Un cop acceptada la seva presència, va arribar a socialitzar freqüentment amb les dones d'allà i va ser sol·licitada per rebre consells sobre temes com l'ús del control de la natalitat. La mateixa Roy va desenvolupar una preferència personal per un estil de vida ascètic reforçada per la creença en l'ideal de Gandhi que cal canviar per portar el canvi. Durant la seva estada a Tilònia, va experimentar un canvi de perspectiva. Roy va començar a considerar aspectes com l'analfabetisme i la manca d'educació com un desavantatge d'habilitats més que no pas el de la capacitat o la intel·ligència, i va reconèixer que tenien un profund coneixement en el seu camp d'ocupació que els altres no posseïen, incloent aquells que es consideren mà d'obra no qualificada. Roy explica que Tilonia va ser la seva veritable alma mater i que els vilatans eren més bons professors que els de Delhi i de l'IAS. Segons ella, la formació de l'IAS era inadequada per entendre les complexitats dels canvis socioeconòmics que s'estaven produint a les zones rurals, i que els pobles no representaven ni les nocions romàntiques d'una vida rural ni la visió simplista d'una societat conservadora masclista dominada per castes, tots dos estereotips comuns entre la població urbana benestant.
El Barefoot College funcionava com un servei apolític orientat a l'autosuficiència econòmica, i actuava com una alternativa als serveis governamentals no disponibles. L'organització va ser finançada per una sèrie d'agències internacionals i nacionals com el Sir Ratan Tata Trust i Oxfam, així com els governs de Rajasthan i l'Índia. Va desenvolupar una burocràcia paral·lela limitada pels marges de benefici i les especificacions de les subvencions. El seu abast va ser limitat i Roy finalment va començar a qüestionar-se si estaven sent eficaços a l'hora de promulgar un canvi significatiu i promoure l'apoderament de la base. Tot i que de vegades l'organització fomentava accions legals, era contrari a qualsevol mobilització massiva que s'enfrontés al govern. El 1981, un cobrador d'ingressos va demanar a Roy que ajudés a posar fi a una vaga laboral al poble veí d'Harmara. Dirigit per una dona dalit anomenada Naurti Bai, la vaga havia reunit 500 treballadors amb salari mínim que es negaven a tornar a la feina o acceptar cap pagament fins que es paguessin els seus salaris complets, incloses les quotes pendents. Va convèncer els vaguistes perquè acabessin amb la seva protesta i en el procés es va fer amistat amb Naurti, de qui va arribar a conèixer l'efectivitat de l'ús de la informació per mobilitzar la gent. El Barefoot College va iniciar el cas Sanjit Roy contra el Govern de Rajasthan per l'impagament dels salaris mínims, mentre que Roy va intentar plantejar la qüestió de la reforma de l'organització perquè pogués donar suport a l'acció col·lectiva. Durant el període següent es van celebrar diverses reunions que van provocar desacords entre els membres i no es va aconseguir cap avenç. El 1983, el Tribunal Suprem va donar la raó als treballadors en el cas del salari mínim, en el que es va considerar una sentència històrica, i Roy va decidir abandonar el Barefoot College el mateix any, a la recerca d'una plataforma diferent per a l'empoderament de base a l'Índia rural.

### Anys de mediació (1983–1990)

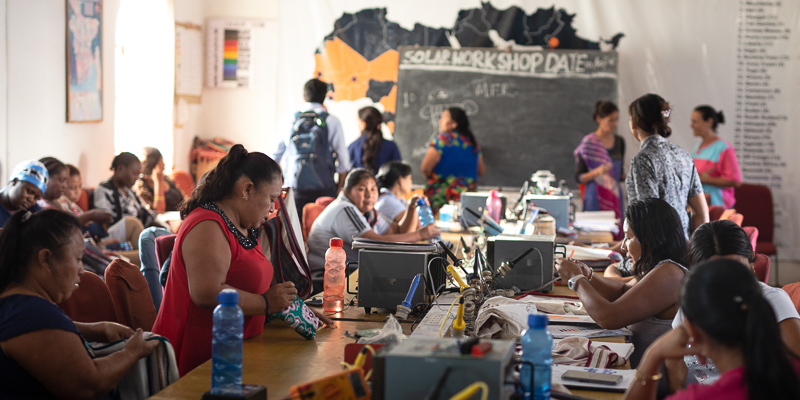
60 dones de comunitats rurals de més de 12 països de 4 continents al campus del Barefoot College a Rajasthan, Índia, per estudiar com construir, instal·lar i mantenir sistemes d'il·luminació solar per a la llar.

Entre 1983 i 1987, Roy se'n va anar a treballar amb diversos grups tribals i de dones a Rajasthan i estats veïns, buscant fomentar l'acció col·lectiva. Va romandre associada al Barefoot College i tornava a Tilònia per ajudar-los amb la seva feina de tant en tant. El 1985 va ser convidada a la conferència internacional de dones a Nairobi, Kenya, però no hi va assistir i va organitzar un mahila mela (festival de dones) a Rajasthan per actuar com a activitat homòloga, amb l'objectiu d'iniciar un fòrum per a dones rurals ja que el moviment internacional de dones s'havia centrat en gran manera en dones urbanes de classe mitjana. La mela es va organitzar amb l'ajuda del Barefoot College, Seva Mandir i l'Institut d'Estudis del Desenvolupament. Va ser la primera congregació pels drets de les dones a l'Índia que es va centrar en les dones rurals pobres i va comptar amb l'assistència de milers de dones d'arreu del país. El festival va comptar amb jocs, concursos, arts i manualitats, tallers i discussions sociopolítiques, i va concloure amb un prabhat pheri (caminada d'invocació matinal), una manifestació de protesta a la ciutat propera de Kishangarh contra la violació d'un nen d'11 anys. La mela va ser la primera instància d'una discussió pública sobre la violència contra les dones en aquesta àrea i es descriu que va marcar un canvi d'actitud on la responsabilitat de la vergonya requeia en els autors més que no pas en les víctimes.
L'estiu de 1987, Roy, acompanyada d'associats afins del Barefoot College, es va traslladar al poble de Devdungri, a 180 km de Tilònia, amb la intenció de construir una nova organització. Devdungri va ser escollit com a base d'origen, ja que un dels companys, Shankar Singh, tenia un parent que era propietari d'una casa desocupada al poble i estava disposat a cedir-los-la. Aruna Roy, un altre activista, Nikhil Dey, i Singh, amb la seva dona i els seus fills, van ser els primers a traslladar-se a la casa. Era una barraca de dues habitacions feta de fang i pedra i havia estat en mal estat durant anys. El grup va ampliar la casa, construint una sala d'estar, una cuina i una habitació addicional utilitzant mètodes tradicionals que havien après dels treballadors del Barefoot College. Aruna Roy havia obtingut una subvenció de 30.000 ₹ del Ministeri de Desenvolupament de Recursos Humans per estudiar les taxes de participació dels pobres rurals en els programes governamentals de reducció de la pobresa. La subvenció es va convertir en el pressupost inicial de l'organització i cadascun d'ells va rebre un salari mínim assignat pel govern de 14 ₹ al dia, que va constituir el pressupost familiar. Devdungri es trobava en una regió propensa a la sequera i degradada pel medi ambient, i les condicions de vida dels ocupants no eren gaire millors que les dels agricultors i treballadors que hi residien, fet que els va fer adoptar una vida ascètica minimalista inspirada en Mahatma Gandhi.
Per a Roy, el trasllat a Devdungri va suposar un canvi de perspectiva més significatiu que el de la funció pública a Tilònia; suposava un esforç per crear una organització capaç d'una acció col·lectiva que funcionés sobre un model de participació ciutadana més que no pas a través d'una burocràcia. El grup pretenia integrar-se primer al poble i només després, si era possible, establir una plataforma amb la iniciativa dels vilatans. De tots els membres, va ser a Aruna a Roy a qui va costar més guanyar acceptació i confiança a Devdungri. En contrast amb Singh els familiars i antecedents de la qual es coneixien al poble i aviat es va veure com un d'ells, de Roy se'n tenia la imatge com d'una forastera i es veia amb certa sospita. Tot i que Aruna Roy coneixia molt bé el dialecte local i les normes de la vida del poble a partir de les seves experiències anteriors a Tilònia, tenia xafarderies sobre el fet que havia estat una funcionària que havia triat viure entre ells, amb recursos escassos, una cosa que els habitants del poble eren reticents a creure. Explica que la transparència i l'honestedat van ser crucials per a ella per guanyar-se la seva confiança. En particular, va haver de treballar molt entre les dones per intentar treure-les de la mentalitat que havien de tenir un paper secundari. Va compartir amb elles els seus dolors i greuges, les va ajudar i els va donar suport en les crisis personals i, finalment, els va implicar a tots en accions de protesta, començant per temes que els preocupaven més, com la violència contra les dones. Roy, però, deia que no va ser tan difícil com s'esperava mobilitzar-los, ja que estaven treballant i ja eren presents a la vida pública, així que no havien de ser portats des de casa seva fins a l'esfera pública.
El 1988, els tres activistes, Roy, Dey i Singh, van sur a terme una campanya al poble veí de Sohangarh contra un propietari poderós. El propietari havia conservat 25 hectàrees de terra que es van atorgar al poble per a ús comunitari en contravenció de les lleis de límit de terra. Va exigir als vilatans un pagament que ja no estaven disposats a acceptar. Durant els dos anys següents, el propietari va intentar obligar els vilatans al compliment del deute, amb la intimidació i la violència. Al final, els activistes van obtenir del magistrat del districte d'Udaipuruna sentència a favor del poble, que obligava el propietari a desallotjar els terrenys. Després van ajudar a crear un comitè de poble per determinar l'ús del sòl; el comitè va decidir que la terra es convertiria en una àrea de conservació boscosa que els vilatans tindrien per a llenya i pastura de bestiar, mentre que els activistes van ajudar a aconseguir una subvenció del Departament de Terres Ermes per a la conversió de la terra. La zona passaria a ser coneguda com un model per a la conservació de boscos i aigua a Rajasthan. L'èxit va establir la credibilitat del trio i va actuar com a demostració de l'eficàcia de l'acció col·lectiva que havien estat intentant fomentar a la zona.
L'equip aviat va ser buscat per un altre tema. La gent de la zona, inclòs Devdungri i diversos pobles veïns, es va reunir per treballar en un projecte d'alleujament de la fam, però no rebien els seus salaris complets a causa de la corrupció a nivell local. Els activistes van aconsellar inicialment als treballadors que fessin un seguiment detingut de tot el treball que feien i que en tinguessin un registre, però fins i tot després que un enginyer confirmés la veracitat dels registres, els treballadors encara no els rebien correctament. Un cop no va funcionar el primer pas, l'equip va organitzar una campanya de no cooperació, en la qual els treballadors van rebutjar qualsevol pagament a no ser que els paguessin la totalitat del sou. Els obrers no la van poder mantenir durant molt de temps, ja que necessitaven salaris diaris i només dos d'ells ho van mantenir fins al final. En canvi, van organitzar una protesta al voltant de l'oficina del magistrat al districte de Rajsamand. La protesta va rebre l'atenció dels mitjans i va desconcertar l'administració local, un representant del govern de l'estat va arribar al districte i els va assegurar que es pagaran els sous. Després, els funcionaris locals van reduir els salaris un 20% i els treballadors van portar el cas als jutjats però només els dos que havien decidit no acceptar cap pagament van guanyar el cas i van cobrar les seves quotes. Els resultats van ser insatisfactoris i l'equip que havia reunit un grup bàsic d'activistes i vilatans va començar a contemplar noves estratègies. Durant la primavera de 1990, van mantenir deliberacions durant diversos mesos sobre la creació d'una nova organització de defensa política que pogués sostenir protestes i manifestacions a gran escala.

### Mazdoor Kisan Shakti Sangathan (1990–2004)

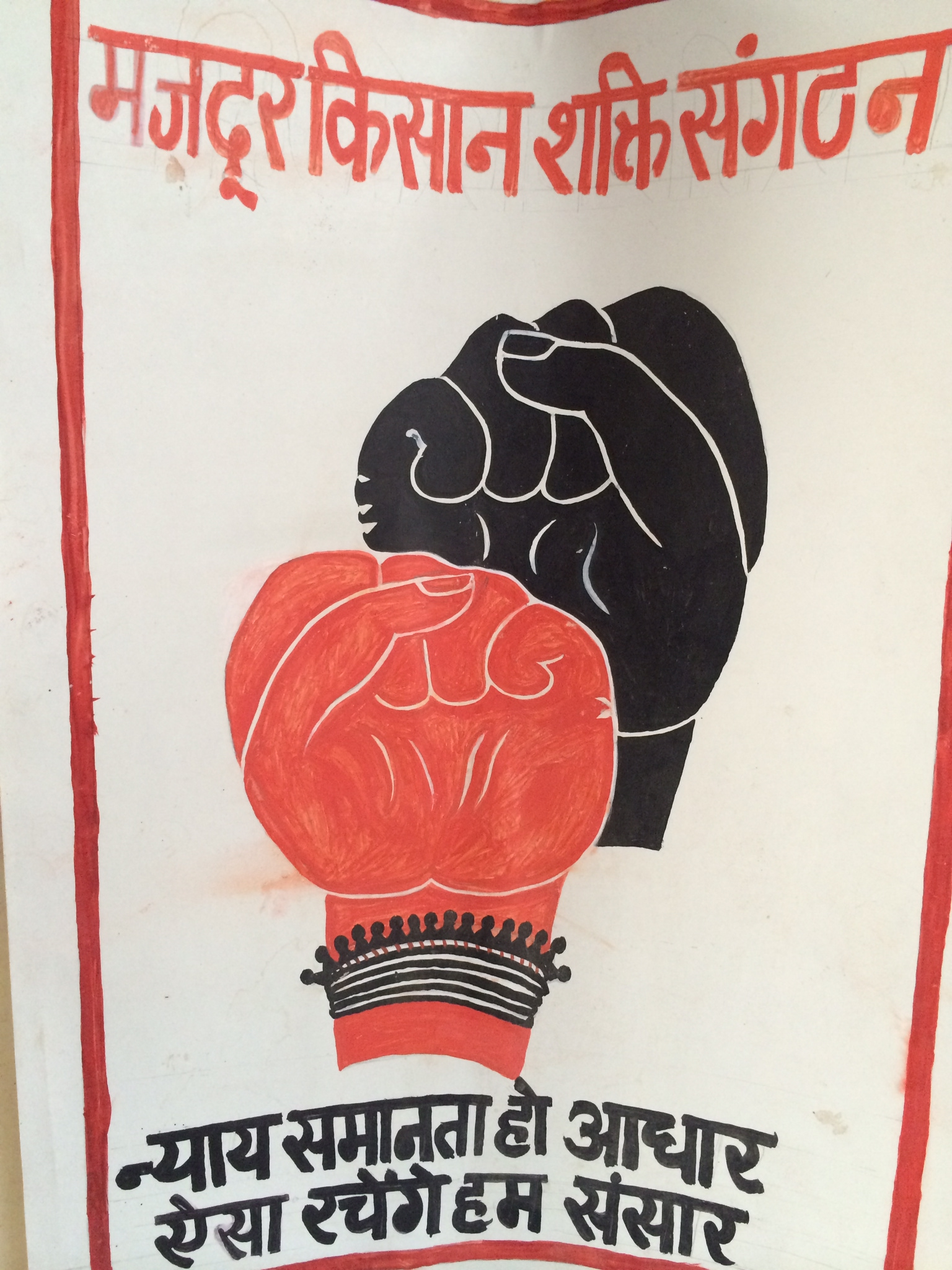
Pòster amb el símbol MKSS; un emblema vermell i negre amb un puny masculí i un altre de femení, aixecats a l'uníson.

L'1 de maig de 1990 es va fundar el Mazdoor Kisan Shakti Sangathan (Col·lectiu de Poder Obrer i Camperol; MKSS) en una reunió pública d'aproximadament 1.000 persones acampades en tendes de campanya fora de la ciutat de Bhim, al districte de Rajsamand, Rajasthan. Aruna Roy, Nikhil Dey i van ser els tres activistes principals de l'organització i van conformar el seu lideratge central. Les bases de l'organització es van posar el 1987 quan els tres activistes havien començat a organitzar els pobres rurals al poble de Devdungri. Formada per funcionar com una organització política sense partit que pogués mobilitzar l'acció col·lectiva per tal d'assegurar els drets dels pobres rurals, es va estructurar com una organització no burocràtica i no jeràrquica sense cap líder designat. No estava registrada com a societat o sindicat i no tenia una constitució formal. No tenia cap quota de soci i recaptava fons únicament a través de les contribucions de voluntaris i simpatitzants, mantenint una política de no acceptar donacions de governs, corporacions o qualsevol finançador institucional. La participació es basava en la participació i es va desenvolupar en quatre capes.
La primera capa era la d'un grup bàsic de 15-20 treballadors a temps complet, seguit d'una segona capa de 40 membres que participaven regularment en agitacions i activitats organitzatives. Els dos grups van formar l'òrgan principal de presa de decisions i es van fonamentar en un model basat en el consens. Tenien una base de suport d'entre unes 6.000 a 8.000 persones que formaven la tercera capa amb un índex de participació més irregular. Amb el temps, l'organització va reunir una capa addicional de partidaris i simpatitzants formada per membres de la societat civil, acadèmics i fins i tot funcionaris del govern. Segons Aruna Roy, la petita mida del grup central era important per evitar la burocratització, preservar la seva estructura democràtica interna no jeràrquica i el compromís dels seus membres amb un conjunt de principis ètics que ella articula, com no participar en la corrupció o la discriminació i mantenir-se pacifista.

#### Moviment pel dret a la informació
El MKSS va començar lluitant per salaris justos i iguals per als treballadors que van donar forma i es van convertir en una lluita per la promulgació de la Llei de dret a la informació de l'Índia. Aruna Roy és líder del moviment del Dret a la Informació a l'Índia a través del MKSS i la Campanya Nacional pel Dret del Poble a la Informació (NCPRI), que finalment va tenir èxit amb l'aprovació de la Llei del Dret a la Informació el 2005.

### Carrera posterior (2004-present)

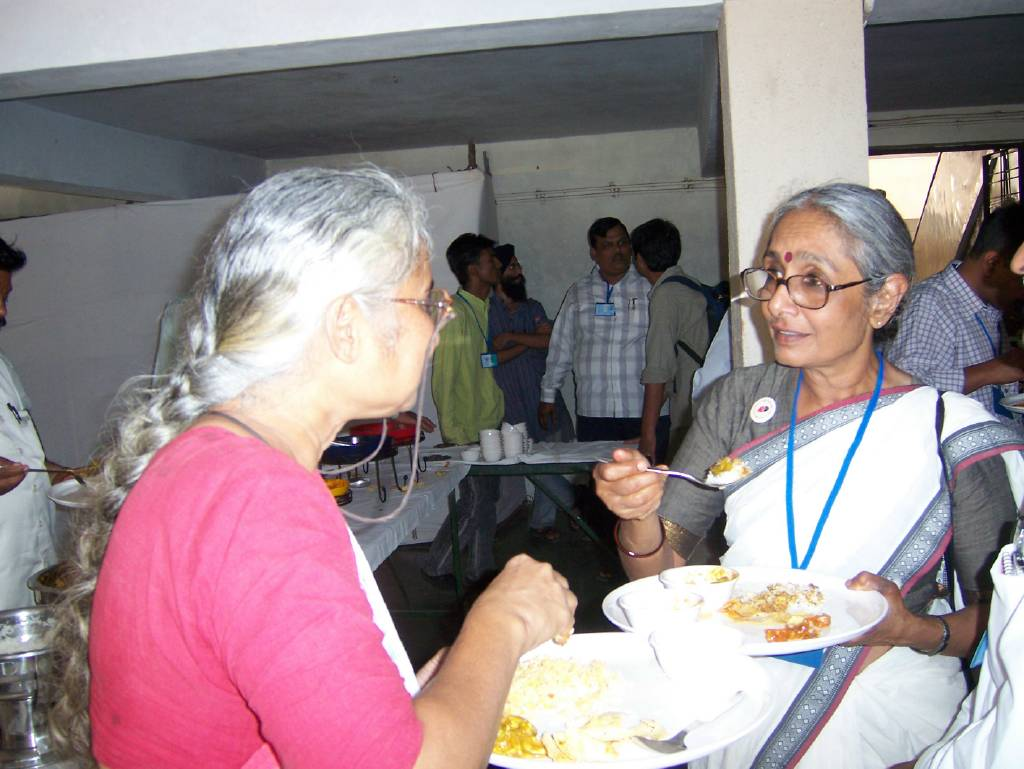
Medha Patkar i Aruna Roy a la Convenció Nacional d'Activistes de RTI del 12 al 13 de maig de 2007, a Pune

Aruna Roy ha estat al capdavant de diverses campanyes pels drets dels pobres i dels marginats, que han inclòs, de manera més destacada, el Dret a la informació, el Dret al treball (el NREGA ), i el Dret a l'alimentació. Més recentment ha participat en la campanya per a la pensió universal i no contributiva per als treballadors del sector no organitzat com a membre de la Pension Parishad i de l'NCPRI per a l'aprovació i promulgació de la Llei de protecció de denunciants i Llei de reparació de queixes.
Va ser membre del Consell Assessor Nacional (NAC) fins al 2006 quan en va dimitir. També va ser nomenada l'any 2016 professora de pràctica en governança global a la Universitat McGill, a Mont-real.
El 2018, juntament amb el col·lectiu MKSS, Roy va publicar un llibre que descriu la història del moviment del dret a la informació a l'Índia titulat The RTI Story: Power to the People.

## Honors i premis

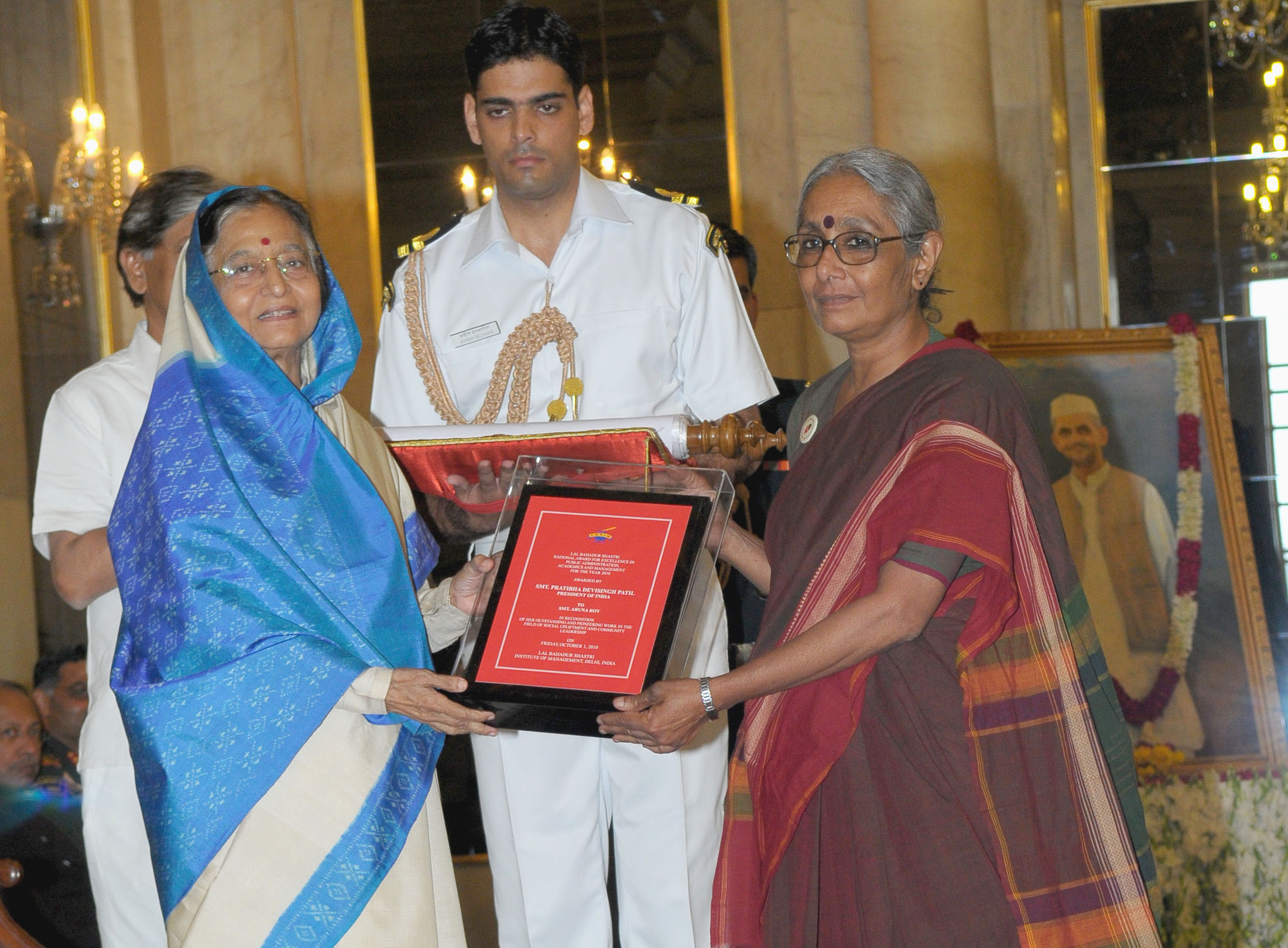
Acte de lliurament de l'11è Premi Nacional Lal Bahadur Shastri a l'excel·lència en Administració Pública, Acadèmia i Gestió 2010

Amb el Mazdoor Kisan Shakti Sangathan, Aruna Roy va rebre el premi Times Fellowships de 1991 pel seu treball pels drets dels treballadors rurals a la justícia social i al desenvolupament creatiu. L'any 2000 va rebre el Premi Ramon Magsaysay al Lideratge Comunitari. El 2010 va rebre l'11è Premi Nacional Lal Bahadur Shastri a l'Excel·lència en Administració Pública, Acadèmia i Gestió. El 2011 va ser nomenada per la revista Time com una de les cent persones més influents del món. El setembre de 2017, el Times of India va incloure Roy com una dels 11 activistes pels drets humans la missió vital dels quals és proporcionar als altres una vida digna.
El desembre de 2024, Aruna Roy va ser inclosa a la llista de les 100 dones de la BBC.

## Obres seleccionades

### Acadèmiques
- Roy, Aruna «Realistic Motif in the Ideology of Tagore». Indian Literature. Sahitya Akademi, vol. 17, 1/2, 1974, pàg. 52–58. ISSN: 0019-5804. JSTOR: 23329847.
- Roy, Aruna «Tagore's Concept of Love». Indian Literature. Sahitya Akademi, vol. 19, 5, 1976, pàg. 103–113. ISSN: 0019-5804. JSTOR: 24157345.
- Roy, Aruna «Schools and Communities: An Experience in Rural India». International Review of Education. Springer, vol. 26, 3, 1980, pàg. 369–378. Bibcode: 1980IREdu..26..369R. DOI: 10.1007/BF01427501. ISSN: 0020-8566. JSTOR: 3443814.
- Roy, Aruna. «Determining destinies: building transparency and accountability through citizen involvement». A: Mudgal. Claiming India from Below: Activism and Democratic Transformation.  Routledge, 2015, p. 261–276. DOI 10.4324/9781315665467. ISBN 978-1-315-66546-7.
- Roy, Aruna; Dav, Eacute; K, S. «Analysing Kerala's Response to the COVID-19 Pandemic» (en anglès). Economic and Political Weekly. World Health Organization, 2020, pàg. 18.

### No ficció
- Roy, Aruna. The RTI Story: Power to the People (en anglès).  Roli Books, 2018. ISBN 978-81-937049-1-2.
- Dey, Nikhil. We the People: Establishing Rights and Deepening Democracy (en anglès).  Penguin Random House, 2020 (Rethinking India Series). ISBN 978-93-5305-877-7.

### Diverses
- Mittal, Sunil; Roy, Aruna. «Livelihoods and Job Creation». A: Uncommon Ground: Dialogues between Business and Social Leaders (en anglès).  Penguin Books Limited, 2011. ISBN 978-81-8475-584-8.
- Roy, Aruna. «An Indian Feminist at Seventy». A: Left, Right and Centre: The Idea of India (en anglès).  Penguin Random House, 2017. ISBN 978-93-86651-58-7.
- Roy, Aruna; Dey, Nikhil; Kashyap, Praavita. «Allowing people to shape our democratic future». A: Alternative Futures: India Unshackled (en anglès).  AuthorsUpFront, 2018, p. 120–137. ISBN 978-93-87280-09-0.